# Dombasle-sur-Meurthe
Dombasle-sur-Meurthe is een gemeente in het Franse departement Meurthe-et-Moselle in de regio Grand Est. De gemeente telde 9.528 inwoners op 1 januari 2022. Dombasle-sur-Meurthe maakt deel uit van het arrondissement Lunéville.

## Geschiedenis
In de 14e eeuw werd er een mottekasteel gebouwd in Dombasle. Het vervallen kasteel werd afgebroken in 1963.
In 1846 werd het Marne-Rijnkanaal geopend. Er kwam ook een treinstation op de lijn Parijs - Straatsburg. In 1865 werd een eerste zoutmijn geopend in Dombasle. Solvay opende er een fabriek, bouwde woonwijken voor zijn arbeiders en later ook een ziekenhuis, dat dienst deed tussen 1890 en 1909. Er waren ook een brouwerij (Brasseries de Saint-Nicolas) en textielfabrieken. De industrie bloeide in de jaren 1950, maar kreeg het moeilijk aan het einde van jaren 1960. In mei 1968 waren er stakingen in de Solvay-fabriek en de textielfabrieken van Dombasle.
De gemeente werd werd op 22 maart 2015 opgenomen in het op die dag gevormde kanton Lunéville-1 toen het het kanton Saint-Nicolas-de-Port, waar de gemeente deel van uitmaakte, werd opgeheven. Op 1 januari 2023 werden de grenzen van de arrondissementen in het departement aangepast waardoor de gemeente alsnog overging van het arrondissement Nancy naar het arrondissement Lunéville.

## Geografie
De oppervlakte van Dombasle-sur-Meurthe bedroeg op 1 januari 2022 11,21 vierkante kilometer; de bevolkingsdichtheid was toen 850 inwoners per km². De Sânon stroomt door de gemeente en mondt uit in de Meurthe die de westelijke grens van de gemeente vormt.
De onderstaande kaart toont de ligging van Dombasle-sur-Meurthe met de belangrijkste infrastructuur en aangrenzende gemeenten.

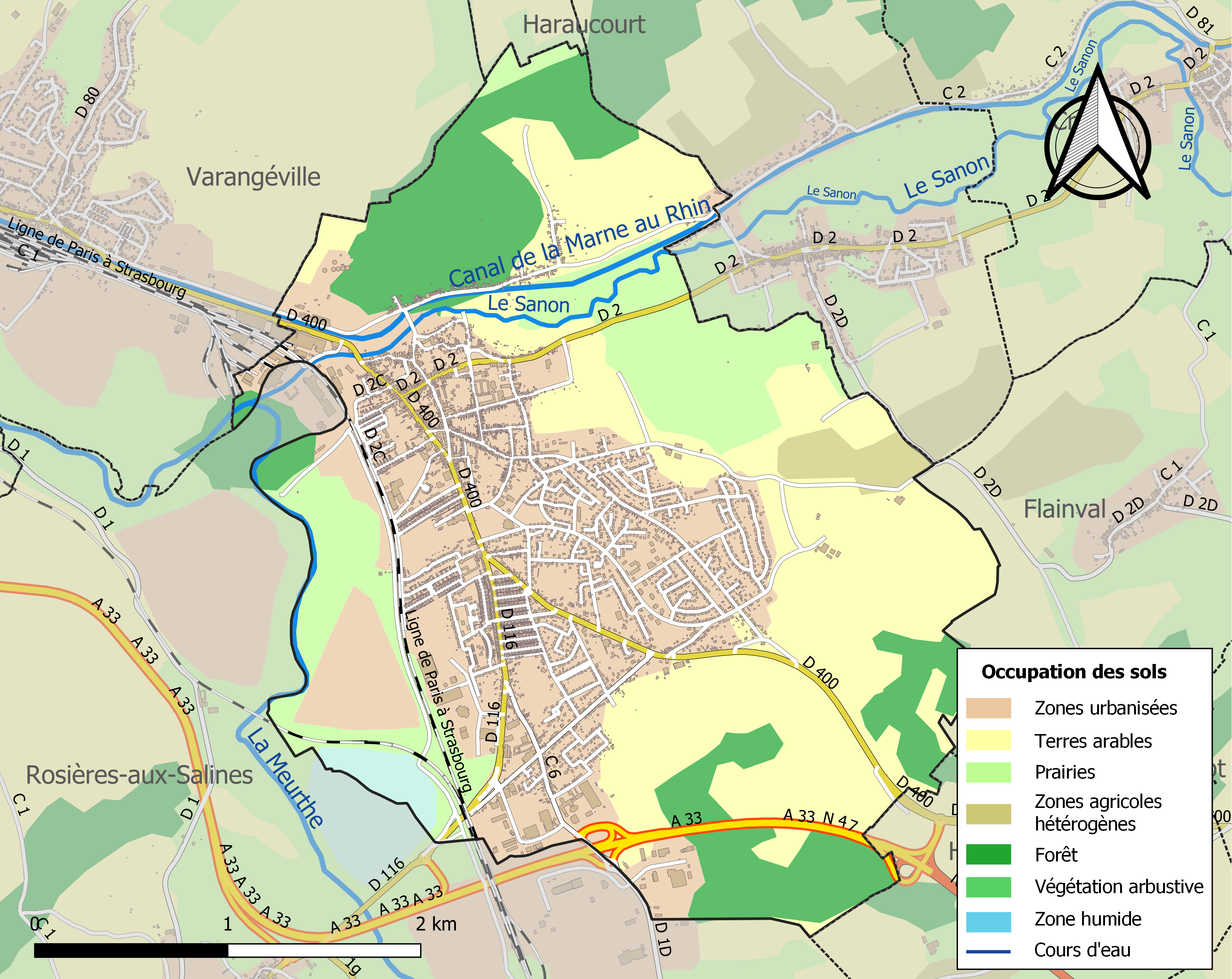

## Verkeer en vervoer
In de gemeente liggen spoorwegstations Dombasle-sur-Meurthe en Rosières-aux-Salines. Het Marne-Rijnkanaal en de autosnelweg A33 lopen door de gemeente.

## Demografie
In 1830 telde de gemeente 1.010 inwoners. In 1890 waren dit er al 3.558 en in 1900 5.903.
Onderstaande figuur toont het verloop van het inwonertal (bron: INSEE-tellingen).

## Geboren in Dombasle-sur-Meurthe
- Alain Sars (1961), voetbalscheidsrechter
- Philippe Claudel (1962), romancier, scenarioschrijver en filmregisseur